# 三义镇
三义镇，是中华人民共和国安徽省亳州市蒙城县下辖的一个乡镇级行政单位。

## 行政区划
三义镇下辖以下地区：
三义社区、集东社区、河沟社区、刘园村、梁桥村、曹庙村、徐圩村、双庙村、双仙村、彭集村、双曹村、曹街村、楚桥村、陈寨村、楚楼村和三塔村。